# پسی نهنگ
پسی نهنگ یک ستاره است که در صورت فلکی نهنگ قرار دارد.